# GMS (gruppo musicale)
I GMS (Growling Mad Scientists) sono un gruppo musicale psy-trance olandese attivo dal 1995.

## Formazione
- Shajahan Matkin (anche noto come Riktam)
- Joseph Quinteros (anche noto come Bansi) (deceduto)

## Discografia parziale
- Chaos Laboratory (Hadshot Haheizar, 1997)
- The Growly Family (TIP Records, 1998)
- GMS Vs. Systembusters (Spun Records, 1999)
- Tri-Ball University (TIP, 2000)
- The Hitz (TIP, 2000)
- No Rules (Spirit Zone Records, 2002)
- The Remixes (Spun, 2003)
- Emergency Broadcast System (Spun, 2005)
- Chaos Laboratory (Avatar Records, 2006) (Re-Release)
- The Remixes Vol2 (Starbox, 2009)

## Supergruppi
Dal 1999 hanno fatto parte del supergruppo 1200 Micrograms.